# Dolina Czernicka (gromada)
Dolina Czernicka – dawna gromada, czyli najmniejsza jednostka podziału terytorialnego Polskiej Rzeczypospolitej Ludowej w latach 1954–1972.
Gromady, z gromadzkimi radami narodowymi (GRN) jako organami władzy najniższego stopnia na wsi, funkcjonowały od reformy reorganizującej administrację wiejską przeprowadzonej jesienią 1954 do momentu ich zniesienia z dniem 1 stycznia 1973, tym samym wypierając organizację gminną w latach 1954–1972.
Gromadę Dolina Czernicka siedzibą GRN w Dolinie Czernickiej utworzono – jako jedną z 8759 gromad na obszarze Polski – w powiecie wieluńskim w woj. łódzkim, na mocy uchwały nr 40/54 WRN w Łodzi z dnia 4 października 1954. W skład jednostki weszły obszary dotychczasowych gromad Czernice, Dolina Czernicka, Huta Czernicka i Jasień ze zniesionej gminy Osjaków oraz obszar dotychczasowej gromady Walków ze zniesionej gminy Konopnica w tymże powiecie. Dla gromady ustalono 16 członków gromadzkiej rady narodowej.
29 lutego 1956 z gromady Dolina Czernicka wyłączono wieś Walków włączając ją do gromady Osjaków w tymże powiecie.
Gromadę zniesiono 1 stycznia 1959, a jej obszar włączono do gromady Osjaków w tymże powiecie.